# Бонні Ааронс
Бонні Ааронс (англ. Bonnie Aarons), (9 вересня 1960 , Мериленд ) — американська актриса. Найбільш відома своїми ролями бродяги у фільмі «Малхолланд Драйв» (2001), баронеси Джой фон Трокен у фільмі «Щоденники принцеси» (2001) та його продовження «Щоденники принцеси 2: Королівські заручини» (2004), а також черниці, уособлення демона Валак у Франшизі Закляття, головну роль у Закляття 2 (2016), Монахиня (2018) і Черниця II (2023).

## Кар'єра
Ааронс відвідувала школу акторської майстерності в Нью-Йорку, але їй часто казали, що вона не матиме акторської кар'єри через її вигляд і ніс. Знайшла роботу в Європі, знімаючи короткометражні фільми та рекламу. Її першим американським фільмом був «Вихід до Едему» 1994 року, де знялася як повія. Потім з'явилася у фільмі «Жінка у в'язниці» виробництва Роджера Кормана Cage Heat 3000".
Ааронс грала помітні ролі в інших фільмах жахів, таких як «Я знаю, хто мене вбив» і «Затягни мене в пекло». У неї була коротка, але запам'ятовується роль у Малголланд Драйв. У 2016 році вона здобула ще більшу популярність після того, як знялася в надприродному релігійному хоррорі «Закляття 2» , де зіграла демона, що змінює форму на ім'я Валак, який приймає форму черниці. Персонаж був доданий лише під час перезйомок фільму, але її персонаж був добре сприйнятий фанатами, і невдовзі після виходу фільму було оголошено про спін-офф. Виробництво фільму почалося в травні 2017 року, а «Монахиня» вийшла на екрани 7 вересня 2018 року. Продовження, Черниця II, було анонсовано в квітні 2019 року та вийшло 8 вересня 2023 року'. У серпні 2023 року Ааронс подала до суду на Warner Bros., New Line і Scope productions, дистриб'юторські та виробничі компанії, що стоять за фільмами, у яких вона зіграла роль «Черниці», за порушення контракту, пов'язаного з недостатньою оплатою продажів мерчандайзингу.
Вона з'явилася у фільмі 2018 року «Боги і секрети Аді Шанкара». У 2022 році було оголошено, що Ааронс зіграє головну роль у фільмі жахів «Табір Приємне озеро» з Майклом Паре та Джонатаном Ліпніскі.

## Фільмографія
| Рік      | Назва                                      | Роль                           | Примітки      |
| -------- | ------------------------------------------ | ------------------------------ | ------------- |
| 1994 рік | Вихід в Едем                               | Повія                          |               |
| 1995 рік | Тепло в клітці 3000                        | Мак                            |               |
| 1996 рік | Боже милий                                 | Жінка-пророк                   |               |
| 1998 рік | Солодка Джейн                              | Офіціантка                     |               |
| 2001 рік | Малхолланд Драйв                           | Бомж                           |               |
| 2001 рік | Щоденники принцеси                         | Баронеса Джой фон Трокен       |               |
| 2001 рік | Любов зла                                  | Спастичний друг № 1            |               |
| 2003 рік | Примарна скеля                             | Верна Френц                    |               |
| 2004 рік | Щоденники принцеси 2: Королівські заручини | Баронеса Джой фон Трокен       |               |
| 2006 рік | Самогубці: історія кохання                 | Поклонник Месії                |               |
| 2007 рік | Я знаю, хто мене вбив                      | товста підліток                |               |
| 2007 рік | InAlienable                                | Блакитношкіра жінка            |               |
| 2008 рік | Пекельна поїздка                           | Грязьові дияволи Ref           |               |
| 2008 рік | Один, два, багато                          | Lastima у ванній кімнаті       |               |
| 2009 рік | Затягни мене до пекла                      | Мати і дочка на Decathlon Fest |               |
| 2010 рік | День святого Валентина                     | Дивна леді                     |               |
| 2010 рік | Дамер проти Гейсі                          | Генерал Абогадос               |               |
| 2010 рік | Боєць                                      | Кракеадо Бонні                 |               |
| 2012 рік | Збірник промінців надії                    | Мати Роккі Д'Анджело           |               |
| 2015 рік | Випадкове кохання                          | Репортер № 2                   |               |
| 2016 рік | Закляття 2                                 | Валак / Черниця-демон          |               |
| 2017 рік | Аннабель: Створення                        | Валак / Черниця-демон          | Камео         |
| 2018 рік | Монахиня                                   | Валак / Черниця-демон          |               |
| 2018 рік | Боги і таємниці Аді Шанкара                | актриса                        |               |
| 2021 рік | Дружина Якоба                              | Майстер                        |               |
| 2023 рік | Черниця II                                 | Валак /Черниця-демон           |               |
| TBA      | Чарівна мрія                               | Старовина                      | Пост-продакшн |
| TBA      | Ніч відьми                                 | Маріоара / Відьма              |               |
| TBA      | Табір Приємне озеро                        | TBA                            | Пост-продакшн |